# Vera Farmiga
Vera Ann Farmiga, més coneguda com a Vera Farmiga   (Clifton, 6 d'agost de 1973) és una actriu i directora de cinema estatunidenca d'origen ucraïnès.

## Biografia
Farmiga és la segona de 7 germans. No va parlar anglès fins als sis anys i va rebre una estricta educació en una llar catòlica ucraïnesa. Durant la seva infantesa va estudiar piano i ball i durant la seva adolescència va estar de gira amb una companyia de balls folclòrics ucraïnesos.
Després de graduar-se de l'institut el 1991, somiava ser optometrista, però va canviar d'opinió per estudiar interpretació a la Universitat de Syracusa. El 1996 realitzà el seu debut teatral a Broadway amb l'obra Taking Sides. El 1997 debutà a la televisió amb la sèrie d'aventures Roar, juntament amb un aleshores desconegut Heath Ledger.
El 1998 va s'estrenar al cinema amb el drama "Return to Paradise". El 2004 aconsegueix el premi a la millor actriu al Festival de Cinema de Sundance i el premi a la millor actriu de la Crítica de Los Angeles per "Down to the Bone".

## Filmografia
Cinema
| Any  | Títol                                                         | Personatge            | Director          | Notes            | Ref   |
| ---- | ------------------------------------------------------------- | --------------------- | ----------------- | ---------------- | ----- |
| 1998 | Retorn al paradís (Return to Paradise)                        | Kerrie                |                   |                  |       |
| 2000 | Tardor a Nova York (Autumn in New York)                       | Lisa Tyler            |                   |                  |       |
| 2001 | 15 Minutes                                                    | Daphne Handlova       |                   |                  |       |
| 2001 | Dust                                                          | Amy                   |                   |                  |       |
| 2001 | Snow White (telefilm)                                         | Reina Josephine       |                   |                  |       |
| 2002 | Love in the Time of Money                                     | Greta                 |                   |                  |       |
| 2003 | Dummy                                                         | Lorena                |                   |                  |       |
| 2004 | Down to the Bone                                              | Irene                 |                   |                  |       |
| 2004 | Iron Jawed Angels (telefilm)                                  | Ruza Wenclawska       |                   |                  |       |
| 2004 | Mind the Gap                                                  | Allison Lee           |                   |                  |       |
| 2004 | The Manchurian Candidate                                      | Jocelyne Jordan       |                   |                  |       |
| 2005 | The Hard Easy                                                 | Dr. Charlie Brooks    |                   |                  |       |
| 2005 | Neverwas                                                      | Eleanna               |                   |                  |       |
| 2006 | La prova del crim (Running Scared)                            | Teresa Gazelle        |                   |                  |       |
| 2006 | Breaking and Entering                                         | Oana                  |                   |                  |       |
| 2006 | Infiltrats (The Departed)                                     | Madolyn Madden        |                   |                  |       |
| 2007 | Joshua                                                        | Abby Cairn            |                   |                  |       |
| 2007 | Never Forever                                                 | Sophie Lee            |                   |                  |       |
| 2007 | In Tranzit                                                    | Natalia               |                   |                  |       |
| 2008 | Quid Pro Quo                                                  | Fiona                 |                   |                  |       |
| 2008 | El noi del pijama de ratlles (The Boy in the Striped Pyjamas) | Elsa                  |                   |                  |       |
| 2008 | Nothing But the Truth                                         | Erica Van Doren       |                   |                  |       |
| 2009 | The Vintner's Luck                                            | Baronessa Aurora      |                   |                  |       |
| 2009 | L'òrfena                                                      | Kate Coleman          |                   |                  |       |
| 2009 | Up in the Air                                                 | Alex Goran            |                   |                  |       |
| 2010 | Henry's Crime                                                 | Julie                 |                   |                  |       |
| 2011 | Codi font (Source Code)                                       | Capt. Colleen Goodwin |                   |                  |       |
| 2011 | Higher Ground                                                 | Corinne               |                   |                  |       |
| 2012 | Safe House                                                    | Catherine Linklater   |                   |                  |       |
| 2012 | Goats                                                         | Wendy                 |                   |                  |       |
| 2013 | The Conjuring                                                 | Lorraine Warren       |                   |                  |       |
| 2013 | Bates Motel                                                   | Norma Bates           |                   |                  |       |
| 2013 | Middleton                                                     | Edith                 |                   |                  |       |
| 2014 | The Judge                                                     | Samantha "Sam" Powell |                   |                  |       |
| 2018 | The Commuter                                                  | Joanna                |                   |                  |       |
| 2019 | Captive State                                                 | Jane Doe              |                   |                  |       |
| 2019 | Godzilla: King of the Monsters                                | Dr. Emma Russell      | Michael Dougherty |                  | [ 6 ] |
| 2019 | Annabelle Comes Home                                          | Lorraine Warren       | Gary Dauberman    |                  | [ 7 ] |
| 2020 | The Many Saints of Newark                                     | N/S                   | Alan Taylor       | En postproducció | [ 8 ] |
| 2020 | The Conjuring: The Devil Made Me Do It                        | Lorraine Warren       | Michael Chaves    | Filmant          | [ 9 ] |

## Nominacions
- 2009: Oscar a la millor actriu secundària per Up in the Air
- 2010: BAFTA a la millor actriu secundària per Up in the Air
- 2010: Globus d'Or a la millor actriu secundària per Up in the Air